# Sassetot-le-Malgardé
Sassetot-le-Malgardé település Franciaországban, Seine-Maritime megyében. Lakosainak száma 105 fő (2022. január 1.). Sassetot-le-Malgardé Biville-la-Rivière, Bretteville-Saint-Laurent, Gonnetot, Saâne-Saint-Just és Tocqueville-en-Caux községekkel határos.

## Népesség
A település népessége az elmúlt években az alábbi módon változott:
| Lakosok száma | 109  | 118  | 119  | 116  | 114  | 111  | 108  | 106  | 105  |
|               | 2013 | 2015 | 2016 | 2017 | 2018 | 2019 | 2020 | 2021 | 2022 |